# Нітгард
Нітгард (Nithard) (близько 790 — близько 843 роки) —   франкський політичний діяч та історик-хроніст при дворі Людовика I Благочестивого та Карла IIЛисого.  

## Біографія
Був позашлюбним сином доньки Карла Великого — Берти і графа де Понтьє та поета Ангільберта, що походив із середовища франкської знаті й належав до найближчого оточення Карла Великого, як член організованої при імператорському дворі Академії. Знатне походження і прекрасна класична освіта забезпечили Нітгарду близькість до двору Людовика Благочестивого, а потім і Карла Лисого та відповідне суспільне становище й посади. У 840 році Нітгард виконував дипломатичну місію до двору Карла Лисого з яким дуже зблизився і пізніше відстоював його інтереси після смерті Людовіка Благочестивого. У 841 році Нітгард брав участь у битві під Фонтенуа на боці Карла Лисого (в битві війська Карла Лисого і Людовика Німецького розбили війська Лотара І). У 842 році входив до складу комісії з підготовки договору про поділ імперії Карла Великого. У своїх мемуарах він часто скаржився на суєтність світу і тому провів кінець життя в духовному званні, зробившись абатом монастиря Центула у Сен-Рик'є. Помер він від рани, отриманої ним у битві з норманами, що напали на Нейстрію в 845 році і був похований у монастирі Сен-Рик'є поруч з батьком.

## Наукова діяльність
Нітгард прославився як єдиний світський письменник того часу, коли література вважалася справою кліриків. Він написав у 842-843 роках за дорученням Карла Лисого працю «Чотири книги історії» («Historiarum libri IV»), пронизані світським духом. Свою історію Нітгард присвятив Карлу II Лисому, і тому його погляди в творі не завжди об'єктивні. У першій книзі своєї праці Нітгард, вихваляючи спочатку Карла Великого, дає прекрасну характеристику правління Людовика Благочестивого. Міжусобиці дітей Людовика Благочестивого пояснюються непомірною амбіційністю одного з них — Лотара І. Друга книга викладає міжусобиці після 20 червня 840 року, докладно описуючи боротьбу Лотара з Карлом Лисим. У третій книзі, найбільш цінній, дано опис Страсбурзького договору між Людовиком Німецьким і Карлом Лисим. Саму клятву братів на «романській» (звернення Людовика) і німецькій (клятва Карла) мовами Нітгард приводить в точності, в оригінальних виразах того часу. Цей документ - найстаріший пам'ятник романської та німецької мов. Четверта книга закінчується 20 березням 843 року. Також у праці Нітгард робить дуже цінні відступи, вказуючи на соціальні сторони сучасного йому побуту.